# Dalbergia simpsonii
Espèce
Statut de conservation UICN

 VU D2 : Vulnérable
Dalbergia simpsonii est une espèce de plantes à fleurs de la famille des Fabaceae.

## Publication originale
- Phytologia 27(5): 305–306, f. 1. 1973. (11 Dec 1973)